# Yu Aida
Yu Aida (相田 裕, Aida Yu),, és un mangaka i il·lustrador japonès, nascut a la Prefectura de Tochigi el 8 de novembre de 1977 conegut per la seua obra Gunslinger Girl. Actualment resideix en Japó.
Aida va fer el disseny de personatges per la novel·la visual hentai, Bittersweet Fools.

## Treballs
- Gunslinger Girl (2002)[1]
- Bittersweet Fools (disseny de personatges)[cal citació]
- 1518 (2014)[2]